# Emilio Garreaud
Pedro Emilio Garreaud (1834-1875) fue un fotógrafo francés que realizó su trabajo entre Perú y Chile.
Nació el 23 de julio de 1834 en la ciudad de Le Mans, y muere en el año de 1875 en Viña del Mar, Chile. Sus padres eran  Pierre Garreaud y Marie-Louise-Aimée Elisa Bacq. Con veinte años llegó al Perú, al puerto del Callao en noviembre de 1855 a bordo del barco inglés Commerce, en compañía de la cantante de ópera Sophia Kammerer y del también fotógrafo T. Amic Gazan, con el que abrió tres meses después un estudio fotográfico en Plateros de San Pedro, cerca del estudio del estadounidense Benjamin Franklin Pease. El nombre dado al estudio fue "Fotografía de París", lo que suponía un nombre novedoso, al igual que los términos empleados en aquel entonces tales como daguerrotipo y ambrotipo. En septiembre de 1858 Amic Gazan abandonó la compañía y quedó Garreaud como único responsable, con el nombre de E. Garreaud y Cía.

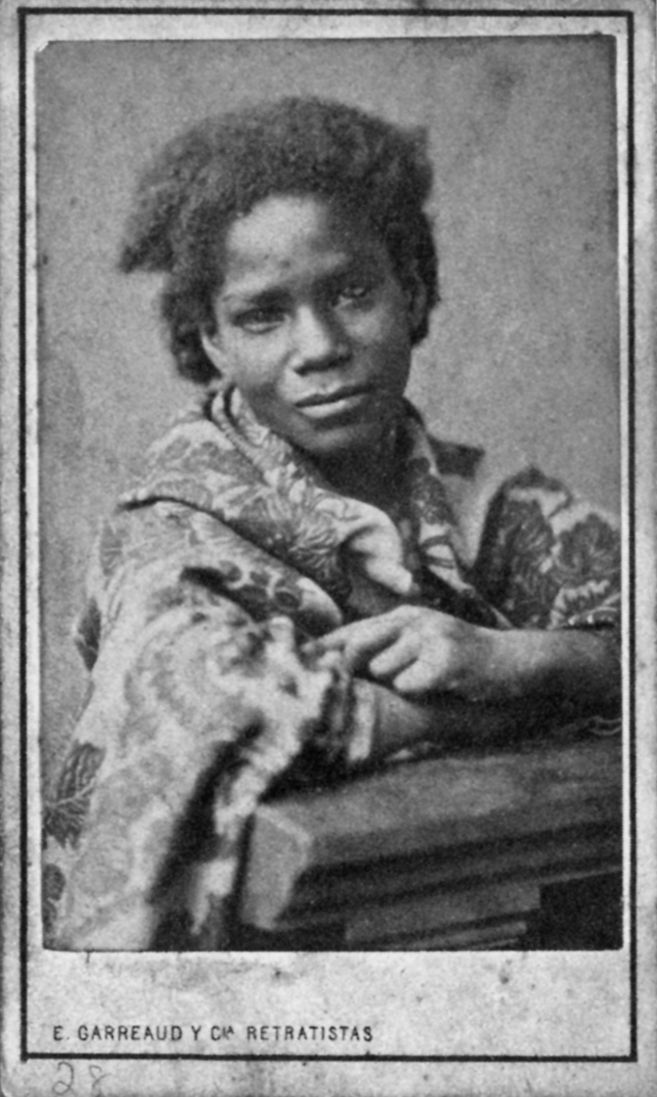
Retrato de una mujer, ca 1858

En junio de 1859 abrió un segundo estudio en la calle Plateros número 239 creado con gran lujo y donde podían contemplarse retratos coloreados de gran número de personalidades, diversas pinturas, estatuas y otros objetos de arte. Continuando con el ejemplo iniciado por Pease, la galería de Garreaud permanecía abierta permanentemente y se fue convirtiendo en un centro de reunión donde se podía aprender pintura, escuchar música y gozar de los populares "Cosmorama" o "Gabinete Óptico" que eran juegos visuales de moda. 
En el plano técnico se considera a Garreaud como el principal promotor en el cambio del daguerrotipo a la fotografía al colodión húmedo en Perú. Otros aspectos introducidos a lo largo de su carrera fueron los retratos Rembrandt, los de gran formato o Tarjeta Imperial, retratos Glasses, las fotos miniaturas, los foto-crayons, retratos en relieve sobre papel, retratos esmaltados y los esmaltados o mosaicos.
En agosto de 1859 Emilio Garreaud se asoció con el empresario Amandus Moller, aparentemente para poder cumplir con las deudas contraídas a raíz de la ampliación de sus dos estudios y en enero de 1860 tuvo que dejárselos en circunstancias poco claras. Lo que llevó a Pease a acusar a Moller de haber dejado en la calle a Emilio Garreaud, incumpliendo el contrato firmado y utilizando el buen nombre del fotógrafo francés.
Viajó a Chile a comienzos de 1860 pero regresó al año siguiente contrayendo matrimonio con la parisina Marie-Christiane-Adèle Tessier el 28 de diciembre de 1861. En torno a 1863 disponía de un estudio en la calle Ucayali número 28 de Lima firmando como Garreaud y Cía. En esos años se produjo una rebaja en los precios de las fotografías debido a la competencia entre los estudios, lo que llevó a que los principales estudios hicieran un pacto para ofrecer un precio fijo por las fotos.
El 2 de enero de 1864 en el número 360 del periódico El Mercurio anunció una exposición de mil tarjetas coloreadas por un sistema recién llegado de París, y en el número siguiente ofrece sus servicios para retratos en "un saloncito elegante con tocador para que puedan vestirse las señoritas". Al año siguiente aparecieron varias fotografías suyas en el Atlas Geográfico del Perú de Mariano Felipe Paz Soldan de las cuales llaman la atención las realizadas a los indios y una vista panorámica de Arequipa obtenidas durante "su viaje al interior del Perú" según Paz Soldán.
En torno a 1865 se trasladó a Chile con su esposa donde abrió estudios en Copiapó, Santiago en 1868, Valparaíso en 1869, Talca, La Serena y Concepción. En Chile adopta un logo que permite identificar sus fotografías: el escudo de armas chileno, o un cóndor volando con una oveja en sus garras y un volcán detrás. En 1867 el estudio de Copiapó participó en la Exposición Universal de París, según reza en las tarjetas-visita de un álbum de la colección Cisneros Sánchez.
En 1869 nació su hijo Fernando Garreaud que continuaría la tradición fotográfica de su padre. Ese mismo año publicó un álbum de 22 fotografías de gran formato titulado Vistas de la Patagonia, del Estrecho y de la Tierra del Fuego con la ayuda de Pedro H. Adams que era su socio o empleado, y que fue encuadernado por El Mercurio de Valparaíso. También introdujo motivos chilenos en las tarjetas navideñas y de año nuevo desplazando a las que llegaban de Inglaterra. En 1872 la firma fue premiada en la Exposición de Santiago. En 1874 publicó el  Álbum del Santa Lucía que incluía 49 fotografías en gran formato con textos de Benjamín Vicuña Mackenna.
En 1875 la ruina del mineral de Caracoles causó su quiebra ya que había invertido allí todas sus ganancias. En octubre de ese año vivía enfermo en Viña del Mar y murió poco tiempo después.